# 崔種允
崔種允（：／ Choi Jong-yoon，1966年2月27日—），大韓民國自由派政治人物，第21屆國會議員。出生於京畿道廣州郡東部面，高麗大學畢業。曾任國會的助理、政府官員，並曾擔任首爾市政府首席政治事務秘書。